# Egbert Bartolomeusz Kortenaer

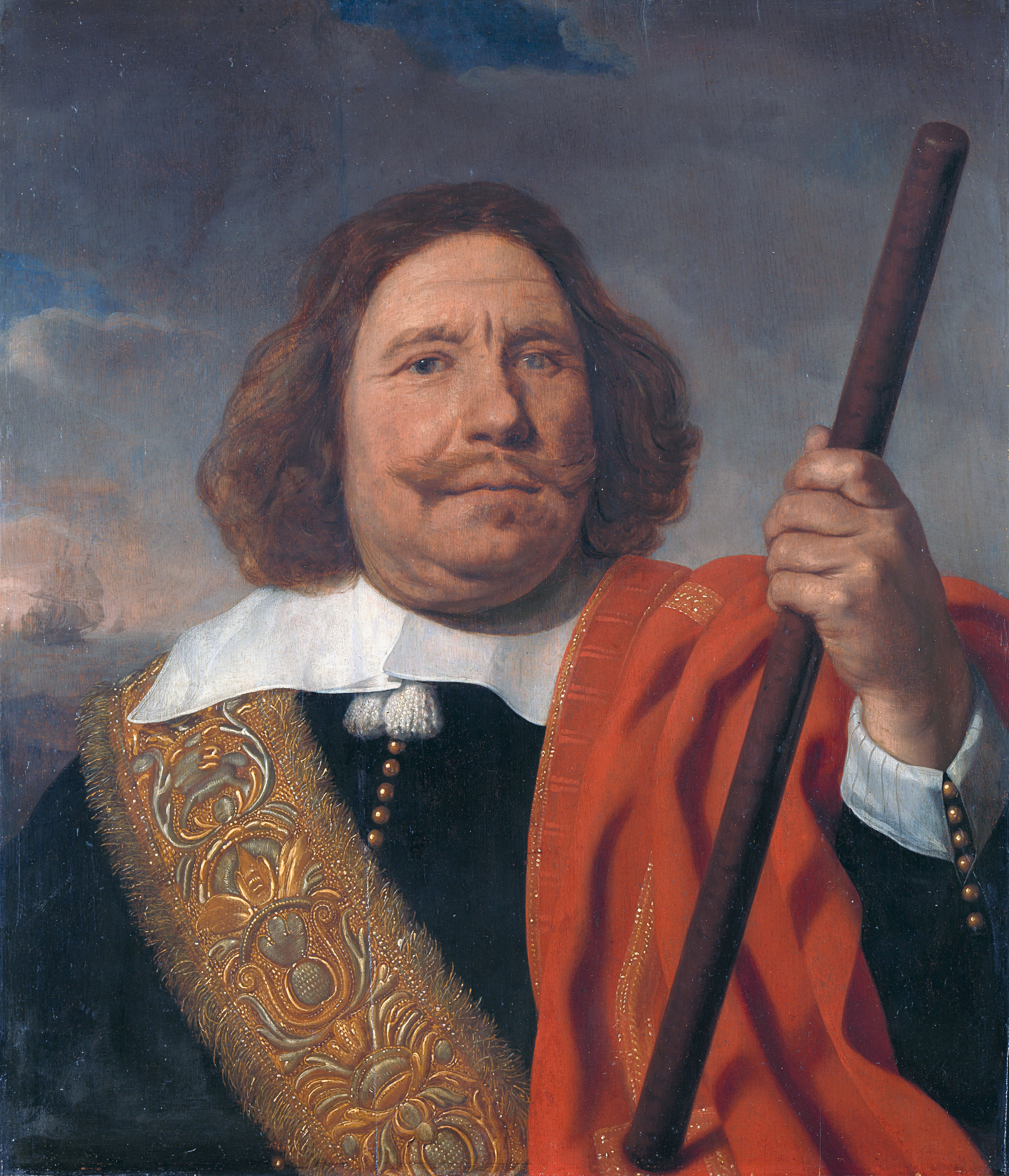
Bartholomeus van der Helst, 1660, viceadmiraal Bert Kortenaer; in tegenstelling tot de afbeelding was Kortenaer zijn rechteroog kwijt

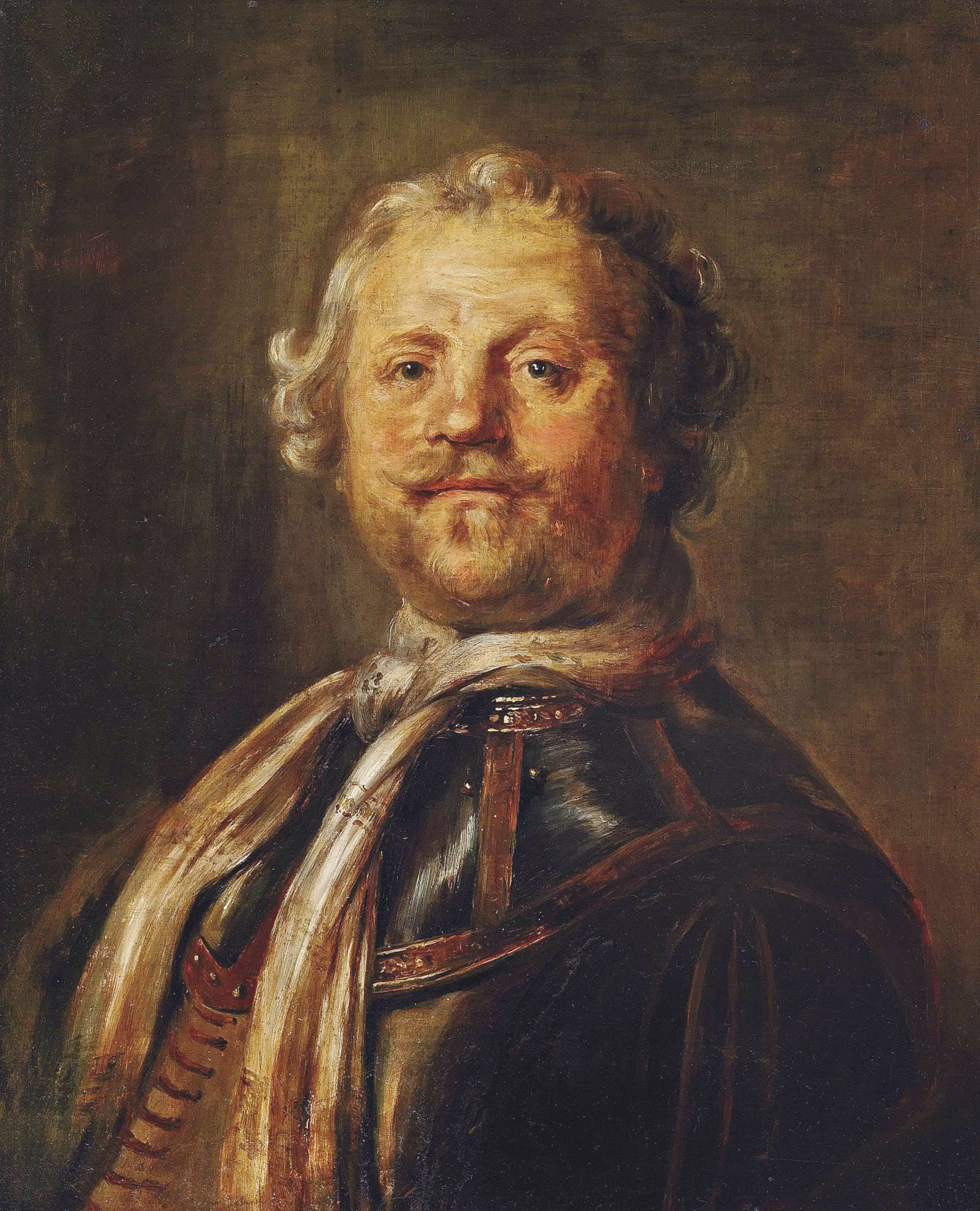
Egbert Meeuwisz Kortenaer (naar Isaac Mijtens)

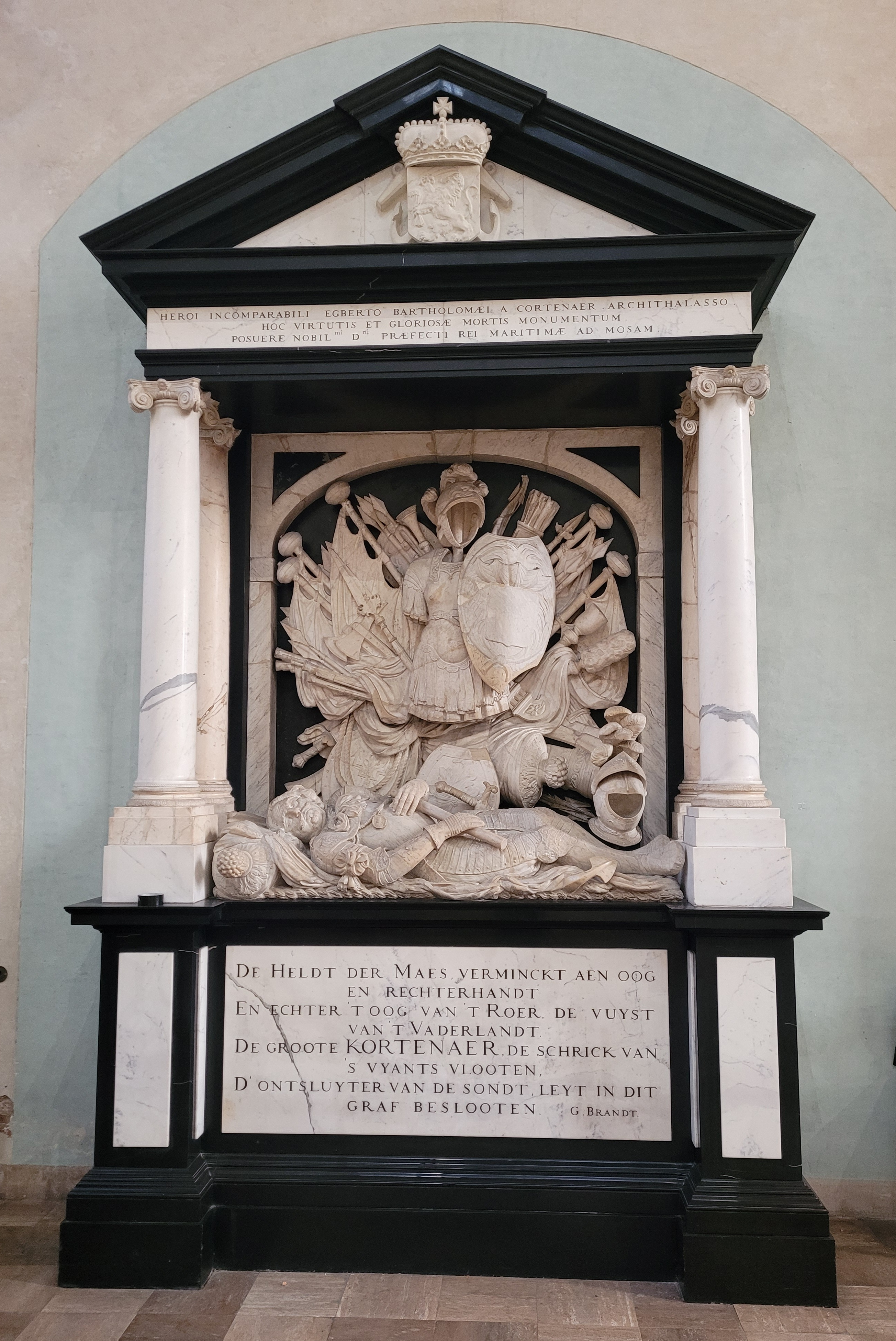
Praalgraf Kortenaer in de Sint-Laurenskerk

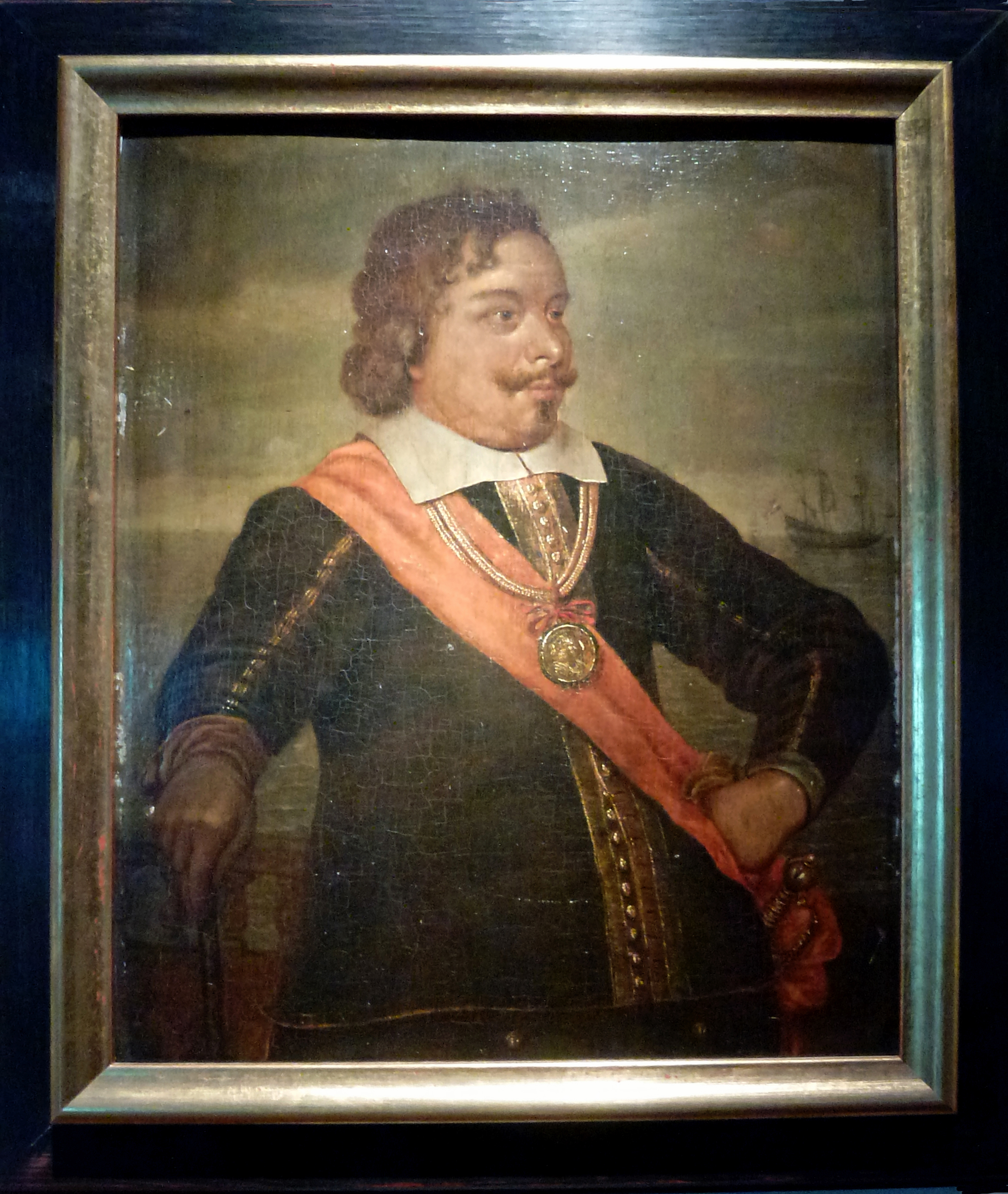
Kortenaer geschilderd door Abraham Westervelt

Egbert Bartolomeusz Kortenaer of Egbert Meussen Cortenaer (Groningen ca.1604 – bij Lowestoft 13 juni 1665) was een Nederlands admiraal en zeeheld uit de zeventiende eeuw. In plaats van Meussen wordt ook wel de vorm Meeuwisz gebruikt.
Kortenaer werd in 1604 in Groningen geboren en was van zeer eenvoudige komaf, de zoon van een soldaat. In 1626 werd hij bootsman, in 1636 stuurman. In 1630 huwde hij met een Duinkerkse; zijn vrouw overleed in 1636 kinderloos. In 1637 gevangengenomen door de Duinkerker Kapers werd hij al snel vrijgekocht en vierde zijn thuiskomst zo liederlijk in een kroeg dat hij ervoor gearresteerd werd, een van de weinige keren dat hij in de documenten opduikt. In 1643 werd hij opperstuurman op het vlaggenschip van Maarten Tromp, de Aemilia, en bleef dat tot 1647 toen het schip werd verkocht. In 1651 werd hij opnieuw stuurman onder Tromp, nu op diens nieuwe vlaggenschip, de beroemde Brederode.
In de Eerste Engels-Nederlandse Oorlog vocht hij in alle slagen waaraan de Brederode deelnam. In de Slag bij de Singels raakte hij een hand en een oog kwijt. Op 10 april 1653 werd hij luitenant-commandeur als vervanger van vlaggenkapitein Abel Roelants. In de Slag bij Ter Heijde sneuvelde Maarten Tromp. Om het moreel hoog te houden liet Kortenaer de admiraalsstandaard echter niet zakken, deed zo alsof Tromp nog leefde en nam het feitelijk bevel over diens eskader over. Hij deed dat zo bekwaam dat hij dat tot het eind van die oorlog zou behouden als vlootvoogd. Op 21 oktober 1653 werd Kortenaer tot kapitein benoemd. Bij de afwezigheid van vlagofficieren trad hij vaak op als commandeur van hele eskaders.
Kortenaer werd op 8 mei 1659 benoemd tot viceadmiraal na zijn heldhaftige optreden tijdens de Noordse Oorlog tegen de Zweden in de Slag in de Sont (8 november 1658). Hij brak het moreel van de Zweedse vloot door manhaftig stand te houden als vlaggenkapitein op de Eendragt, terwijl zijn commandant Jacob van Wassenaer Obdam door jicht was uitgeschakeld . Koning Frederik III van Denemarken benoemde hem bovendien tot ridder in de Orde van de Olifant.
Op 29 januari 1665 kwam tijdens de aanloop naar de Tweede Engels-Nederlandse Oorlog de benoeming tot luitenant-admiraal in de Admiraliteit van de Maze. De promotie tot bevelhebber bleef echter uit omdat Kortenaer net als Cornelis Tromp te Oranjegezind was.
Tijdens de Slag bij Lowestoft op 13 juni 1665 had Kortenaer het bevel over de voorhoede en was tweede in bevel achter luitenant-admiraal Jacob van Wassenaer Obdam. Hij sneuvelde in die nederlaag op de Groot Hollandia toen een kanonskogel zijn heup trof.
Zijn praalgraf in de Grote of Laurenskerk te Rotterdam draagt een lofdicht van Gerard Brandt:
De Heldt der Maes verminckt aen oog
en rechterhandt
En echter 't oog van 't Roer de vuyst
van 't Vaderlandt
De groote KORTENAER de schrick van
 's vyands vlooten
D'ontsluyter van de sondt leyt in dit
graf beslooten
Op het grafmonument staat ook een Latijns opschrift: Heroi incomparabili Egberto Bartholomaei a Cortenaer, Architalasso, hoc virtutis et gloriosae mortis monumentum posuere nobil[issi]mi d[omi]ni Praefecti Rei Maritimae ad Mosam ('Voor de onvergelijkelijke held Egbert Bartholomeusz Kortenaer, Admiraal, hebben de zeer edele heren van de Admiraliteit van de Maas dit gedenkteken van dapperheid en roemrijke dood geplaatst').

## Marineschepen
Vanaf het einde van de 18e eeuw werd het gebruikelijk marineschepen naar Kortenaer te vernoemen; na de Tweede Wereldoorlog werd er zelfs een hele Kortenaerklasse gebouwd. De volgende schepen zijn naar hem vernoemd:
- Kortenaer (1825), een Nederlands linieschip
- Zr.Ms. Kortenaer (1844), een Nederlands linieschip
- Zr.Ms. Kortenaer (1883), een Nederlands fregat
- Zr.Ms. Kortenaer (1888), een Nederlands fregat
- Hr.Ms. Kortenaer (1895), een Nederlands Pantserschip
- Hr.Ms. Kortenaer (1928), een Nederlandse torpedobootjager van de Admiralenklasse
- Hr.Ms. Kortenaer (1945), een Nederlandse torpedobootjager van de S-klasse
- Hr.Ms. Kortenaer (1982), een Nederlands fregat van de Kortenaerklasse